# Fed Cup 2015
La Fed Cup de 2015 fue la 53.ª edición del torneo de tenis femenino más importante por naciones. Participaron ocho equipos en el Grupo Mundial y noventa en los diferentes grupos regionales. La final se disputó en los días 14 y 15 de noviembre en Praga y fue ganada por República Checa por segundo año consecutivo, y por cuarta vez en cinco años.

## Movilidad entre grupos: 2014 a 2015
| · Australia | · Alemania | · Canadá | · Francia | · Italia | · Polonia | · Rep. Checa | · Rusia |
| ----------- | ---------- | -------- | --------- | -------- | --------- | ------------ | ------- |

| · Argentina | · Eslovaquia | · Estados Unidos | · España | · Holanda | · Rumanía | · Suecia | · Suiza |
| ----------- | ------------ | ---------------- | -------- | --------- | --------- | -------- | ------- |

## Grupo Mundial

### Equipos participantes
| Equipos participantes en el Grupo Mundial de 2015 | Equipos participantes en el Grupo Mundial de 2015 | Equipos participantes en el Grupo Mundial de 2015 | Equipos participantes en el Grupo Mundial de 2015 | Equipos participantes en el Grupo Mundial de 2015 | Equipos participantes en el Grupo Mundial de 2015 | Equipos participantes en el Grupo Mundial de 2015 | Equipos participantes en el Grupo Mundial de 2015 |
| Australia                                         | Alemania                                          | Canadá                                            | Francia                                           | Italia                                            | Polonia                                           | República Checa                                   | Rusia                                             |
| ------------------------------------------------- | ------------------------------------------------- | ------------------------------------------------- | ------------------------------------------------- | ------------------------------------------------- | ------------------------------------------------- | ------------------------------------------------- | ------------------------------------------------- |

### Sorteo
- El sorteo del Grupo Mundial para la Fed Cup 2015 decretó los siguientes encuentros:

Cabezas de serie
1. República Checa
2. Alemania
3. Italia
4. Rusia

### Eliminatorias
|  | Cuartos de final    | Cuartos de final  |              |                      | Semifinales      | Semifinales      |  |                      | Final               | Final               |  |
|  | 9 y 10 de febrero   | 9 y 10 de febrero |              |                      | 20 y 21 de abril | 20 y 21 de abril |  |                      | 9 y 10 de noviembre | 9 y 10 de noviembre |  |
|  |                     |                   |              |                      |                  |                  |  |                      |                     |                     |  |
|  |                     |                   |              |                      |                  |                  |  |                      |                     |                     |  |
|  | República Checa (1) | 4                 |              |                      |                  |                  |  |                      |                     |                     |  |
|  | República Checa (1) | 4                 |              |                      |                  |                  |  |                      |                     |                     |  |
|  | Canadá*             | 0                 |              |                      |                  |                  |  |                      |                     |                     |  |
|  | Canadá*             | 0                 |              | República Checa (1)* | 3                |                  |  |                      |                     |                     |  |
|  |                     |                   |              | República Checa (1)* | 3                |                  |  |                      |                     |                     |  |
|  |                     |                   | Francia      | 0                    |                  |                  |  |                      |                     |                     |  |
|  | Francia             | 3                 | Francia      | 0                    |                  |                  |  |                      |                     |                     |  |
|  | Francia             | 3                 |              |                      |                  |                  |  |                      |                     |                     |  |
|  | Italia (3)*         | 2                 |              |                      |                  |                  |  |                      |                     |                     |  |
|  | Italia (3)*         | 2                 |              |                      |                  |                  |  | República Checa (1)* | 3                   |                     |  |
|  |                     |                   |              |                      |                  |                  |  | República Checa (1)* | 3                   |                     |  |
|  |                     |                   | Rusia (4)    | 2                    |                  |                  |  |                      |                     |                     |  |
|  | Rusia (4)           | 4                 | Rusia (4)    | 2                    |                  |                  |  |                      |                     |                     |  |
|  | Rusia (4)           | 4                 |              |                      |                  |                  |  |                      |                     |                     |  |
|  | Polonia*            | 0                 |              |                      |                  |                  |  |                      |                     |                     |  |
|  | Polonia*            | 0                 |              | Rusia (4)*           | 3                |                  |  |                      |                     |                     |  |
|  |                     |                   |              | Rusia (4)*           | 3                |                  |  |                      |                     |                     |  |
|  |                     |                   | Alemania (2) | 2                    |                  |                  |  |                      |                     |                     |  |
|  | Australia           | 1                 | Alemania (2) | 2                    |                  |                  |  |                      |                     |                     |  |
|  | Australia           | 1                 |              |                      |                  |                  |  |                      |                     |                     |  |
|  | Alemania (2)*       | 4                 |              |                      |                  |                  |  |                      |                     |                     |  |
|  | Alemania (2)*       | 4                 |              |                      |                  |                  |  |                      |                     |                     |  |
|  |                     |                   |              |                      |                  |                  |  |                      |                     |                     |  |

Con un asterisco (*), el equipo que juega en condición de local.
| República Checa                       |
| Campeón República Checa Noveno título |

## Repesca al Grupo Mundial
Los cuatro equipos perdedores de la primera ronda del Grupo Mundial, y los cuatro ganadores de las eliminatorias del Grupo Mundial II jugarán esta instancia. En ella, los cuatro equipos ganadores jugarán en el Grupo Mundial I en el año 2016; los perdedores jugarán mientras tanto en el Grupo Mundial II.
Los cruces de cada una de las llaves enfrentarán a un equipo del Grupo Mundial I y del Grupo Mundial II.
| Perdedores Grupo Mundial - Australia - Canadá - Italia - Polonia | Ganadores Grupo Mundial II - Estados Unidos - Países Bajos - Rumanía - Suiza |

### Eliminatorias
- Fecha: 18 al 19 de abril

| Lugar                          | Superficie  | Equipo local | Marcador | Equipo visitante |
| ------------------------------ | ----------- | ------------ | -------- | ---------------- |
| Brindisi, Italia               | Arcilla     | Italia       | 3-2      | Estados Unidos   |
| 's-Hertogenbosch, Países Bajos | Arcilla (i) | Países Bajos | 4-1      | Australia        |
| Zielona Góra, Polonia          | Dura (i)    | Polonia      | 2-3      | Suiza            |
| Montreal, Canadá               | Dura (i)    | Canadá       | 2-3      | Rumanía          |

| | Bandera de Italia                     | Italia | 3 | 2 | Estados Unidos | Bandera de Estados Unidos |
| --- | ------------------------------------- | ------ | - | - | -------------- | ------------------------- |
| Circolo Tennis Brindisi, Brindisi, Italia 18 de abril - 19 de abril de 2015 |                                       |        |   |   |                |                           |
| \| 1 \| Camila Giorgi \| 65 \| 2 \| \| \| \| 1 \| Serena Williams \\|7 \\|6 \| \| \| \| \| \| 2 \| Sara Errani6 \\| \\|6 \| \| \| \| \| \| 2 \| Lauren Davis \| 1 \| 2 \| \| \| \| 3 \| Sara Errani \\|6 \| 63 \| 3 \| \| \| \| 3 \| Serena Williams \| 7 \\|6 \| \| \| \| \| 4 \| Flavia Pennetta \\|6 \\|6 \| \| \| \| \| \| 4 \| Christina McHale \| 1 \| 1 \| \| \| \| 5 \| Sara Errani - Flavia Pennetta \\|6 \\|6 \| \| \| \| \| \| 5 \| Alison Riske - Serena Williams \| 0 \| 3 \| \| \| |                                       |        |   |   |                |                           |
| 1 | Camila Giorgi                         | 65     | 2 |   |                |                           |
| 1 | Serena Williams \|7 \|6               |        |   |   |                |                           |
| 2 | Sara Errani6 \| \|6                   |        |   |   |                |                           |
| 2 | Lauren Davis                          | 1      | 2 |   |                |                           |
| 3 | Sara Errani \|6                       | 63     | 3 |   |                |                           |
| 3 | Serena Williams                       | 7 \|6  |   |   |                |                           |
| 4 | Flavia Pennetta \|6 \|6               |        |   |   |                |                           |
| 4 | Christina McHale                      | 1      | 1 |   |                |                           |
| 5 | Sara Errani - Flavia Pennetta \|6 \|6 |        |   |   |                |                           |
| 5 | Alison Riske - Serena Williams        | 0      | 3 |   |                |                           |

| | Bandera de los Países Bajos                   | Países Bajos | 4  | 1 | Australia | Bandera de Australia |
| --- | --------------------------------------------- | ------------ | -- | - | --------- | -------------------- |
| Maaspoort Sports & Events, 's-Hertogenbosch, Países Bajos 18 de abril - 19 de abril de 2015 |                                               |              |    |   |           |                      |
| \| 1 \| Kiki Bertens \| 6 \| 6 \| \| \| \| 1 \| Jarmila Gajdošová \| 1 \| 3 \| \| \| \| 2 \| Arantxa Rus \| 5 \| 3 \| \| \| \| 2 \| Casey Dellacqua \\|7 \\|6 \| \| \| \| \| \| 3 \| Kiki Bertens \\|6 \\|6 \| \| \| \| \| \| 3 \| Casey Dellacqua \| 2 \| 3 \| \| \| \| 4 \| Arantxa Rus \| 7 \\|7 \| \| \| \| \| 4 \| Jarmila Gajdošová \\|6 \| 5 \| 5 \| \| \| \| 5 \| Richèl Hogenkamp - Michaëlla Krajicek \\|6 \\|7 \| \| \| \| \| \| 5 \| Casey Dellacqua - Olivia Rogowska \| 2 \| 63 \| \| \| |                                               |              |    |   |           |                      |
| 1 | Kiki Bertens                                  | 6            | 6  |   |           |                      |
| 1 | Jarmila Gajdošová                             | 1            | 3  |   |           |                      |
| 2 | Arantxa Rus                                   | 5            | 3  |   |           |                      |
| 2 | Casey Dellacqua \|7 \|6                       |              |    |   |           |                      |
| 3 | Kiki Bertens \|6 \|6                          |              |    |   |           |                      |
| 3 | Casey Dellacqua                               | 2            | 3  |   |           |                      |
| 4 | Arantxa Rus                                   | 7 \|7        |    |   |           |                      |
| 4 | Jarmila Gajdošová \|6                         | 5            | 5  |   |           |                      |
| 5 | Richèl Hogenkamp - Michaëlla Krajicek \|6 \|7 |              |    |   |           |                      |
| 5 | Casey Dellacqua - Olivia Rogowska             | 2            | 63 |   |           |                      |

| | Bandera de Polonia                        | Polonia | 2 | 3 | Suiza | Bandera de Suiza |
| --- | ----------------------------------------- | ------- | - | - | ----- | ---------------- |
| CRS Salón de Zielona Góra, Zielona Góra, Polonia 18 de abril - 19 de abril de 2015 |                                           |         |   |   |       |                  |
| \| 1 \| Agnieszka Radwańska \| 6 \| 6 \| \| \| \| 1 \| Martina Hingis \| 4 \| 0 \| \| \| \| 2 \| Urszula Radwańska \| 2 \| 1 \| \| \| \| 2 \| Timea Bacsinszky \\|6 \\|6 \| \| \| \| \| \| 3 \| Agnieszka Radwańska \| 1 \| 1 \| \| \| \| 3 \| Timea Bacsinszky \\|6 \\|6 \| \| \| \| \| \| 4 \| Urszula Radwańska \| 7 \\|6 \| \| \| \| \| 4 \| Martina Hingis \\|6 \| 5 \| 1 \| \| \| \| 5 \| Agnieszka Radwańska - Alicja Rosolska \\|6 \| 4 \| 7 \| \| \| \| 5 \| Timea Bacsinszky - Viktorija Golubic \| 6 \\|9 \| \| \| \| |                                           |         |   |   |       |                  |
| 1 | Agnieszka Radwańska                       | 6       | 6 |   |       |                  |
| 1 | Martina Hingis                            | 4       | 0 |   |       |                  |
| 2 | Urszula Radwańska                         | 2       | 1 |   |       |                  |
| 2 | Timea Bacsinszky \|6 \|6                  |         |   |   |       |                  |
| 3 | Agnieszka Radwańska                       | 1       | 1 |   |       |                  |
| 3 | Timea Bacsinszky \|6 \|6                  |         |   |   |       |                  |
| 4 | Urszula Radwańska                         | 7 \|6   |   |   |       |                  |
| 4 | Martina Hingis \|6                        | 5       | 1 |   |       |                  |
| 5 | Agnieszka Radwańska - Alicja Rosolska \|6 | 4       | 7 |   |       |                  |
| 5 | Timea Bacsinszky - Viktorija Golubic      | 6 \|9   |   |   |       |                  |

| | Bandera de Canadá                       | Canadá | 2   | 3 | Rumanía | Bandera de Rumania |
| --- | --------------------------------------- | ------ | --- | - | ------- | ------------------ |
| Aréna Maurice Richard, Montreal, Canadá 18 de abril - 19 de abril de 2015 |                                         |        |     |   |         |                    |
| \| 1 \| Françoise Abanda \| 4 \| 7 \| 6 \| \| \| 1 \| Irina-Camelia Begu \\|6 \| 5 \| 4 \| \| \| \| 2 \| Eugenie Bouchard \| 4 \| 4 \| \| \| \| 2 \| Alexandra Dulgheru \\|6 \\|6 \| \| \| \| \| \| 3 \| Eugenie Bouchard \\|6 \| 4 \| 1 \| \| \| \| 3 \| Andreea Mitu \| 6 \\|6 \| \| \| \| \| 4 \| Françoise Abanda \\|6 \| 5 \| 2 \| \| \| \| 4 \| Alexandra Dulgheru \| 7 \\|6 \| \| \| \| \| 5 \| Gabriela Dabrowski - Sharon Fichman \\|6 \| [10] \| \| \| \| \| 5 \| Andreea Mitu - Raluca Olaru \| 6 \| [5] \| \| \| |                                         |        |     |   |         |                    |
| 1 | Françoise Abanda                        | 4      | 7   | 6 |         |                    |
| 1 | Irina-Camelia Begu \|6                  | 5      | 4   |   |         |                    |
| 2 | Eugenie Bouchard                        | 4      | 4   |   |         |                    |
| 2 | Alexandra Dulgheru \|6 \|6              |        |     |   |         |                    |
| 3 | Eugenie Bouchard \|6                    | 4      | 1   |   |         |                    |
| 3 | Andreea Mitu                            | 6 \|6  |     |   |         |                    |
| 4 | Françoise Abanda \|6                    | 5      | 2   |   |         |                    |
| 4 | Alexandra Dulgheru                      | 7 \|6  |     |   |         |                    |
| 5 | Gabriela Dabrowski - Sharon Fichman \|6 | [10]   |     |   |         |                    |
| 5 | Andreea Mitu - Raluca Olaru             | 6      | [5] |   |         |                    |

## Grupo Mundial II

### Equipos participantes
| Equipos participantes en el Grupo Mundial II de 2015 | Equipos participantes en el Grupo Mundial II de 2015 | Equipos participantes en el Grupo Mundial II de 2015 | Equipos participantes en el Grupo Mundial II de 2015 | Equipos participantes en el Grupo Mundial II de 2015 | Equipos participantes en el Grupo Mundial II de 2015 | Equipos participantes en el Grupo Mundial II de 2015 | Equipos participantes en el Grupo Mundial II de 2015 |
| Argentina                                            | Eslovaquia                                           | España                                               | Estados Unidos                                       | Holanda                                              | Rumanía                                              | Suecia                                               | Suiza                                                |
| ---------------------------------------------------- | ---------------------------------------------------- | ---------------------------------------------------- | ---------------------------------------------------- | ---------------------------------------------------- | ---------------------------------------------------- | ---------------------------------------------------- | ---------------------------------------------------- |

### Sorteo
- El sorteo de la Fed Cup 2015 decretó los siguientes cruces:

Cabezas de Serie
- Los cabeza de serie son decretados por el ranking que manejan los creadores de la Fed Cup

1. Eslovaquia
2. Argentina
3. España
4. Suiza

### Eliminatorias
- Fecha: 7-8 de febrero de 2015

| Lugar                   | Superficie | Equipo local  | Marcador | Equipo visitante |
| ----------------------- | ---------- | ------------- | -------- | ---------------- |
| Apeldoorn, Holanda      | Arcilla    | Holanda       | 4-1      | Eslovaquia (1)   |
| Galati, Rumanía         | Dura       | Rumanía       | 3-2      | España (3)       |
| Helsingborg, Suecia     | Dura       | Suecia        | 1-3      | Suiza (4)        |
| Buenos Aires, Argentina | Arcilla    | Argentina (2) | 1-4      | Estados Unidos   |

## Repesca al Grupo Mundial II
Los cuatro equipos perdedores de la primera ronda del Grupo Mundial II, dos clasificados de la Zona Europa/Asia, y los ganadores de los Grupos Asia/Oceanía y Américas jugarán esta instancia. En ella, los cuatro equipos ganadores jugarán en el Grupo Mundial II en el año 2016; los perdedores jugarán mientras tanto en sus respectivos grupos regionales.
| Perdedores Grupo Mundial II - Argentina - España - Eslovaquia - Suecia | Clasificados Grupo Regionales - Paraguay - Zona Américas - Japón - Zona Asia/Oceanía - Serbia - Zona Europa/África - Bielorrusia - Zona Europa/África |

### Eliminatorias
- Fecha: 18-19 de abril de 2015

| Lugar                   | Superficie  | Equipo local | Marcador | Equipo visitante |
| ----------------------- | ----------- | ------------ | -------- | ---------------- |
| Buenos Aires, Argentina | Arcilla     | Argentina    | 0-4      | España           |
| Novi Sad, Serbia        | Dura (i)    | Serbia       | 4-1      | Paraguay         |
| Bratislava, Eslovaquia  | Arcilla (i) | Eslovaquia   | 4-0      | Suecia           |
| Tokio, Japón            | Dura (i)    | Japón        | 2-3      | Bielorrusia      |

| | Bandera de Argentina                              | Argentina | 0   | 4 | España | Bandera de España |
| --- | ------------------------------------------------- | --------- | --- | - | ------ | ----------------- |
| Tecnopolis, Buenos Aires, Argentina 18 de abril - 19 de abril de 2015 |                                                   |           |     |   |        |                   |
| \| 1 \| Paula Ormaechea \| 6 \| 62 \| 1 \| \| \| 1 \| Sara Sorribes Tormo \| 77 \\|6 \| \| \| \| \| 2 \| María Irigoyen \| 0 \| 1 \| \| \| \| 2 \| Lara Arruabarrena \\|6 \\|6 \| \| \| \| \| \| 3 \| Paula Ormaechea \| 6 \| 7 \| \| \| \| 3 \| Lara Arruabarrena \\|6 \| 9 \| \| \| \| \| 4 \| María Irigoyen \| No \| \| \| \| \| 4 \| Sara Sorribes Tormo \| jugado \| \| \| \| \| 5 \| Tatiana Búa - Nadia Podoroska \\|6 \| 1 \| [3] \| \| \| \| 5 \| Aliona Bolsova Zadoinov - Anabel Medina Garrigues \| 6 \\|[10] \| \| \| \| |                                                   |           |     |   |        |                   |
| 1 | Paula Ormaechea                                   | 6         | 62  | 1 |        |                   |
| 1 | Sara Sorribes Tormo                               | 77 \|6    |     |   |        |                   |
| 2 | María Irigoyen                                    | 0         | 1   |   |        |                   |
| 2 | Lara Arruabarrena \|6 \|6                         |           |     |   |        |                   |
| 3 | Paula Ormaechea                                   | 6         | 7   |   |        |                   |
| 3 | Lara Arruabarrena \|6                             | 9         |     |   |        |                   |
| 4 | María Irigoyen                                    | No        |     |   |        |                   |
| 4 | Sara Sorribes Tormo                               | jugado    |     |   |        |                   |
| 5 | Tatiana Búa - Nadia Podoroska \|6                 | 1         | [3] |   |        |                   |
| 5 | Aliona Bolsova Zadoinov - Anabel Medina Garrigues | 6 \|[10]  |     |   |        |                   |

| | Bandera de Serbia                          | Serbia | 4 | 1 | Paraguay | Bandera de Paraguay |
| --- | ------------------------------------------ | ------ | - | - | -------- | ------------------- |
| Spens Sport Centre, Novi Sad, Serbia 19 de abril - 20 de abril de 2014 |                                            |        |   |   |          |                     |
| \| 1 \| Aleksandra Krunić \| 6 \| 6 \| \| \| \| 1 \| Verónica Cepede Royg \| 1 \| 3 \| \| \| \| 2 \| Ana Ivanovic \\|6 \\|6 \| \| \| \| \| \| 2 \| Montserrat González \| 2 \| 0 \| \| \| \| 3 \| Ivana Jorović \\|6 \| 2 \| 1 \| \| \| \| 3 \| Verónica Cepede Royg \| 6 \\|6 \| \| \| \| \| 4 \| Aleksandra Krunić \\|6 \\|6 \| \| \| \| \| \| 4 \| Montserrat González \| 0 \| 2 \| \| \| \| 5 \| Jelena Janković - Ivana Jorović \\|6 \\|6 \| \| \| \| \| \| 5 \| Verónica Cepede Royg - Montserrat González \| 1 \| 4 \| \| \| |                                            |        |   |   |          |                     |
| 1 | Aleksandra Krunić                          | 6      | 6 |   |          |                     |
| 1 | Verónica Cepede Royg                       | 1      | 3 |   |          |                     |
| 2 | Ana Ivanovic \|6 \|6                       |        |   |   |          |                     |
| 2 | Montserrat González                        | 2      | 0 |   |          |                     |
| 3 | Ivana Jorović \|6                          | 2      | 1 |   |          |                     |
| 3 | Verónica Cepede Royg                       | 6 \|6  |   |   |          |                     |
| 4 | Aleksandra Krunić \|6 \|6                  |        |   |   |          |                     |
| 4 | Montserrat González                        | 0      | 2 |   |          |                     |
| 5 | Jelena Janković - Ivana Jorović \|6 \|6    |        |   |   |          |                     |
| 5 | Verónica Cepede Royg - Montserrat González | 1      | 4 |   |          |                     |

| | Bandera de Eslovaquia                     | Eslovaquia | 4   | 0 | Suecia | Bandera de Suecia |
| --- | ----------------------------------------- | ---------- | --- | - | ------ | ----------------- |
| Aegon Arena, Centro Nacional de Tenis, Bratislava, Eslovaquia 18 de abril - 19 de abril de 2015 |                                           |            |     |   |        |                   |
| \| 1 \| Anna Karolína Schmiedlová \| 6 \| 6 \| \| \| \| 1 \| Rebecca Peterson \| 3 \| 3 \| \| \| \| 2 \| Daniela Hantuchová \\|6 \\|6 \| \| \| \| \| \| 2 \| Susanne Celik \| 2 \| 0 \| \| \| \| 3 \| Anna Karolína Schmiedlová \\|6 \\|6 \| \| \| \| \| \| 3 \| Ellen Allgurin \| 1 \| 4 \| \| \| \| 4 \| Daniela Hantuchová \| No \| \| \| \| \| 4 \| Rebecca Peterson \| jugado \| \| \| \| \| 5 \| Jana Čepelová - Anna Karolína Schmiedlová \| 6 \\|[10] \| \| \| \| \| 5 \| Susanne Celik - Rebecca Peterson \\|6 \| 3 \| [7] \| \| \| |                                           |            |     |   |        |                   |
| 1 | Anna Karolína Schmiedlová                 | 6          | 6   |   |        |                   |
| 1 | Rebecca Peterson                          | 3          | 3   |   |        |                   |
| 2 | Daniela Hantuchová \|6 \|6                |            |     |   |        |                   |
| 2 | Susanne Celik                             | 2          | 0   |   |        |                   |
| 3 | Anna Karolína Schmiedlová \|6 \|6         |            |     |   |        |                   |
| 3 | Ellen Allgurin                            | 1          | 4   |   |        |                   |
| 4 | Daniela Hantuchová                        | No         |     |   |        |                   |
| 4 | Rebecca Peterson                          | jugado     |     |   |        |                   |
| 5 | Jana Čepelová - Anna Karolína Schmiedlová | 6 \|[10]   |     |   |        |                   |
| 5 | Susanne Celik - Rebecca Peterson \|6      | 3          | [7] |   |        |                   |

| | Bandera de Japón                            | Japón | 2 | 3 | Bielorrusia | Bandera de Bielorrusia |
| --- | ------------------------------------------- | ----- | - | - | ----------- | ---------------------- |
| Coliseo Ariake, Tokio, Japón 18 de abril - 19 de abril de 2015 |                                             |       |   |   |             |                        |
| \| 1 \| Misaki Doi \| 1 \| 2 \| \| \| \| 1 \| Victoria Azarenka \\|6 \\|6 \| \| \| \| \| \| 2 \| Kurumi Nara \\|6 \| 6 \| \| \| \| \| 2 \| Olga Govortsova \| 6 \| 2 \| \| \| \| 3 \| Kurumi Nara \| 3 \| 3 \| \| \| \| 3 \| Victoria Azarenka \\|6 \\|6 \| \| \| \| \| \| 4 \| Ayumi Morita \\|7 \| 6 \| \| \| \| \| 4 \| Aliaksandra Sasnovich \| 6 \| 4 \| \| \| \| 5 \| Shuko Aoyama - Ayumi Morita \| 3 \| 4 \| \| \| \| 5 \| Victoria Azarenka - Olga Govortsova \\|6 \\|6 \| \| \| \| \| |                                             |       |   |   |             |                        |
| 1 | Misaki Doi                                  | 1     | 2 |   |             |                        |
| 1 | Victoria Azarenka \|6 \|6                   |       |   |   |             |                        |
| 2 | Kurumi Nara \|6                             | 6     |   |   |             |                        |
| 2 | Olga Govortsova                             | 6     | 2 |   |             |                        |
| 3 | Kurumi Nara                                 | 3     | 3 |   |             |                        |
| 3 | Victoria Azarenka \|6 \|6                   |       |   |   |             |                        |
| 4 | Ayumi Morita \|7                            | 6     |   |   |             |                        |
| 4 | Aliaksandra Sasnovich                       | 6     | 4 |   |             |                        |
| 5 | Shuko Aoyama - Ayumi Morita                 | 3     | 4 |   |             |                        |
| 5 | Victoria Azarenka - Olga Govortsova \|6 \|6 |       |   |   |             |                        |

## Grupos Regionales

### América
| Zona de América | Zona de América | Zona de América | Zona de América | Zona de América   | Zona de América | Zona de América | Zona de América |
| Grupo I         | Grupo I         | Grupo I         | Grupo I         | Grupo I           | Grupo I         | Grupo I         | Grupo I         |
| Brasil          | Bolivia         | Colombia        | Chile           | México            | Paraguay        | Venezuela       |                 |
| Grupo II        | Grupo II        | Grupo II        | Grupo II        | Grupo II          | Grupo II        | Grupo II        | Grupo II        |
| Bahamas         | Costa Rica      | Ecuador         | Guatemala       | Jamaica           | Paraguay        | Panamá          |                 |
| Perú            | Puerto Rico     | Rep. Dominicana | Paraguay        | Trinidad y Tobago | Uruguay         |                 |                 |
| --------------- | --------------- | --------------- | --------------- | ----------------- | --------------- | --------------- | --------------- |

### Asia/Oceanía
| Zona de Asia/Oceanía | Zona de Asia/Oceanía | Zona de Asia/Oceanía | Zona de Asia/Oceanía | Zona de Asia/Oceanía | Zona de Asia/Oceanía | Zona de Asia/Oceanía | Zona de Asia/Oceanía |
| Grupo I              | Grupo I              | Grupo I              | Grupo I              | Grupo I              | Grupo I              | Grupo I              | Grupo I              |
| China                | China Taipéi         | Corea del Sur        | Hong Kong            | Japón                | Kazajistán           | Tailandia            | Uzbekistán           |
| Grupo II             | Grupo II             | Grupo II             | Grupo II             | Grupo II             | Grupo II             | Grupo II             | Grupo II             |
| Filipinas            | India                | Indonesia            | Irán                 | Irak                 | Kirguistán           | Malasia              | Omán                 |
| Pacífico Oceanía     | Pakistán             | Singapur             | Sri Lanka            | Turkmenistán         |                      |                      |                      |
| -------------------- | -------------------- | -------------------- | -------------------- | -------------------- | -------------------- | -------------------- | -------------------- |

### Europa/África
| Zona de Europa / África | Zona de Europa / África | Zona de Europa / África | Zona de Europa / África | Zona de Europa / África | Zona de Europa / África | Zona de Europa / África | Zona de Europa / África |
| Grupo I                 | Grupo I                 | Grupo I                 | Grupo I                 | Grupo I                 | Grupo I                 | Grupo I                 | Grupo I                 |
| Austria                 | Bélgica                 | Bielorrusia             | Bulgaria                | Croacia                 | Georgia                 | Hungría                 | Israel                  |
| Letonia                 | Liechtenstein           | Portugal                | Reino Unido             | Serbia                  | Túnez                   | Ucrania                 |                         |
| Grupo II                | Grupo II                | Grupo II                | Grupo II                | Grupo II                | Grupo II                | Grupo II                | Grupo II                |
| Bosnia y Herzegovina    | Egipto                  | Eslovenia               | Estonia                 | Finlandia               | Irlanda                 | Luxemburgo              | Sudáfrica               |
| Grupo III               | Grupo III               | Grupo III               | Grupo III               | Grupo III               | Grupo III               | Grupo III               | Grupo III               |
| Argelia                 | Angola                  | Armenia                 | Botsuana                | Chipre                  | Dinamarca               | Grecia                  | Islandia                |
| Lituania                | Macedonia               | Madagascar              | Mauricio                | Moldavia                | Montenegro              | Namibia                 | Noruega                 |
| Ruanda                  |                         |                         |                         |                         |                         |                         |                         |
| ----------------------- | ----------------------- | ----------------------- | ----------------------- | ----------------------- | ----------------------- | ----------------------- | ----------------------- |